# Pont de Llierca
|  | Per a altres significats, vegeu «jaciment del Pont de Llierca». |

El Pont de Llierca també anomenat Pont de Sadernes és un pont de 28 metres d'alçada que travessa el Llierca entre Tortellà i Sadernes a la comarca de La Garrotxa. La seva data de construcció és desconeguda, tot i que es té constància del seu ús com a mínim des del segle xiv.

## Descripció
El pont té una mida de 52 metres, empedrats amb lloses de riera. Té un sol arc que s'eleva, en el seu punt màxim, fins a 28 metres per sobre les aigües del riu que li dona nom. A banda i banda hi ha una barana de pedra massissa. L'amplada total no supera els tres metres, espai per on passaven persones, bestiar i mercaderies. Aquest pont respon a la tipologia medieval, que consisteix en una construcció d'un arc de mig punt fet amb dovelles, dos vessants anomenats d'esquena d'ase, i pilars i murs aixecats amb pedra calcària a cada banda de riu, units amb morter de calç i sorra.

## Context històric

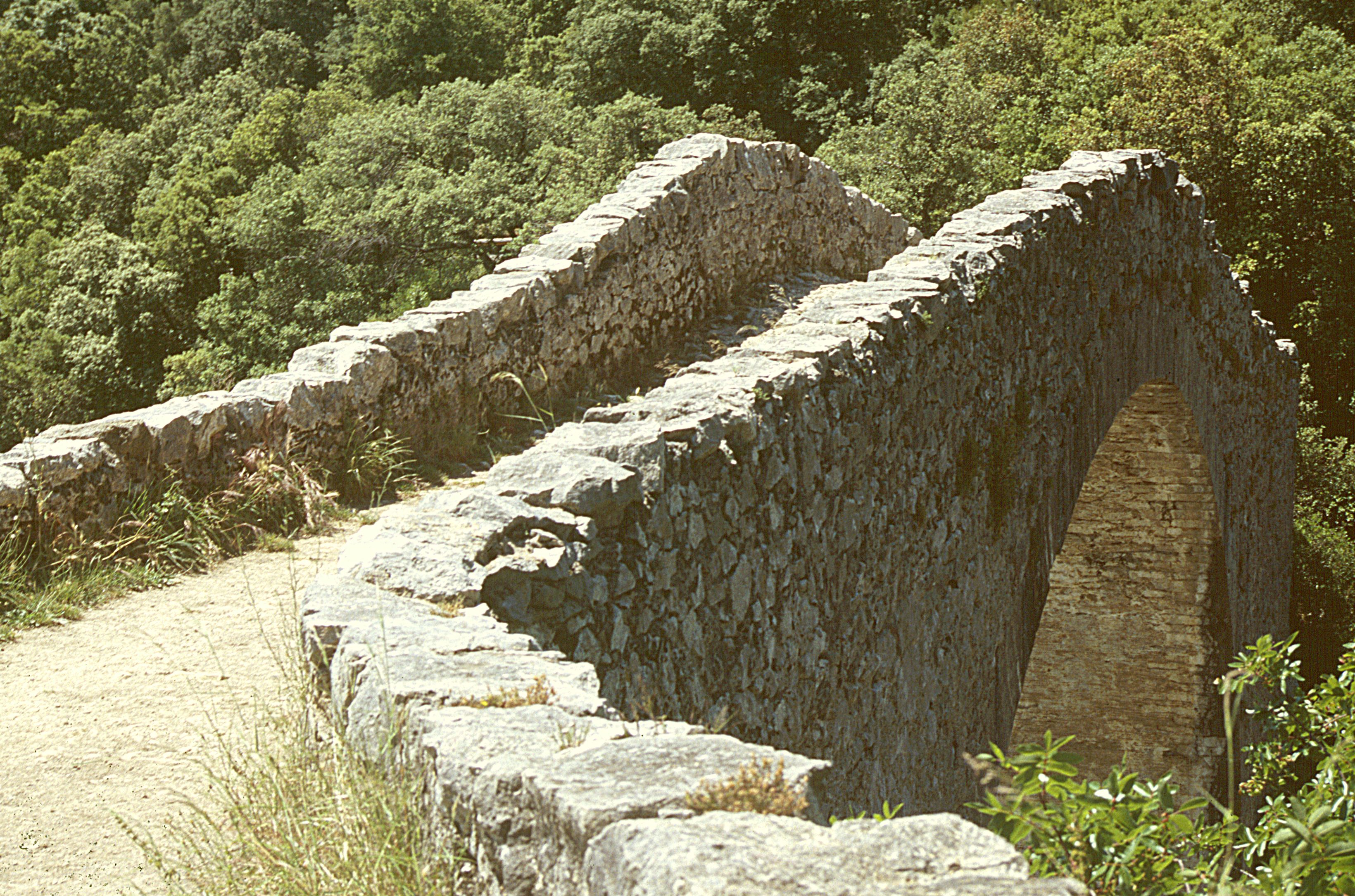
El camí damunt del pont

Fins al segle x, els habitants dels comtats catalans seguien utilitzant les vies romanes construïdes durant l'època romana. L'única novetat en aquest esquema va ser el camí dels francs, que unia Barcelona amb els Pirineus i va ser construït al segle VIII per facilitar el pas dels exèrcits carolingis.
El segle xi però, va marcat per una forta febre constructiva que es caracteritza per la renovació de camins i la construcció de ponts. Pel que explica la documentació, aquests últims podien ser simples passarel·les de fusta o bé massissos ponts de pedra com el de Llierca o el de Bar. Ja al segle xiii es fan ponts amb més d'un arc i una petita capella amb imatges religioses que protegeixen el viatger. Altres exemples són el pont de Pedret, el pont vell de la Pobla de Lillet i el de Castellbell i el Vilar.
La proliferació de ponts i camins desmenteix una de les imatges més tòpiques de l'edat mitjana: la d'una societat tancada que viu d'esquena al món. Si bé és cert que el radi d'acció de la majoria de gent era limitat si ho comparem amb l'actualitat, tampoc es pot negar l'existència d'una societat que intercanviava mercaderies i coneixements a través d'actives xarxes comercials o, per exemple, en ocasió dels pelegrinatges.
Tot i que no se'n té confirmació, el pont va ser probablement construït per ordre dels barons de Sales per facilitar el comerç entre les masies ubicades a l'oest del riu Llierca amb les poblacions de Tortellà i Besalú. És molt possible que sigui un dels peatges més antics de Catalunya... Els promotors del pont devien cobrar un impost als viatgers que hi passaven bestiar i mercaderies. En aquest cas, el dret de pas estava gravat per l'anomenat pontatge, de la mateixa forma que el barcatge gravava cada embarcació que navegava per un riu en creuar el territori d'un senyor feudal o el portatge, que havien de pagar els que anaven de camí, trepitjaven terreny del rei o del senyor, o entraven en una ciutat determinada.